# BMW R 1150 R
Die BMW R 1150 R ist ein unverkleidetes Motorrad des Fahrzeugherstellers BMW. Wie alle Modelle der R-Reihe wird das Naked Bike von einem Boxermotor mit zwei Zylindern angetrieben.
Der Roadster hat mehrere bauähnliche Schwestermodelle wie die Variante R 1150 R Rockster, die Reiseenduro R 1150 GS / Adventure, den Reise-Sportler R 1150 RS und den Reise-Tourer R 1150 RT mit weitestgehend identischem Motor, jedoch anderer Verkleidung und Fahrwerks-Auslegung. Der Tank der R 1150 R fasst 20,4 Liter Superbenzin. Die Radaufhängung wurde vorne durch eine Telelever- und hinten über eine Paralever-Konstruktion realisiert.

## Modellhistorie, Preis, Verkaufszahlen
Die R 1150 R wurde im September 2000 auf der Fachmesse Intermot in München präsentiert und löste mit dem Modelljahr 2001 die R 1100 R ab. Das Motorrad ist optional mit einem ABS ausgestattet. Der Einstandspreis lag bei umgerechnet etwa 9.700 € bei der Markteinführung und 10.600 € im letzten Modelljahr 2006.
Im Frühjahr 2003 wurde das Modell leicht überarbeitet: der Motor wurde auf Doppelzündung umgestellt („Twin Spark“, 2 Zündkerzen pro Zylinder), das Getriebe wurde hinsichtlich Schaltbarkeit und Geräusche verbessert, stahlummantelte Bremsleitungen wurden serienmäßig.
Von der Standardausführung R 1150 R wurden insgesamt 43.018 Exemplare gebaut, von der Variante R 1150 R Rockster (2003–2005) weitere 8.336 Stück produziert.
Mit der R 850 R wurde eine baugleiche aber leistungsreduzierte Variante mit nur 848 cm³ Hubraum angeboten. Ihre Nennleistung beträgt 71 PS (52 kW) und ihr maximales Drehmoment 77 Nm. Sie wurde häufig als Behördenmotorrad eingesetzt.
Mit dem Modelljahr 2007 wurde die R 1150 R durch die R 1200 R abgelöst.

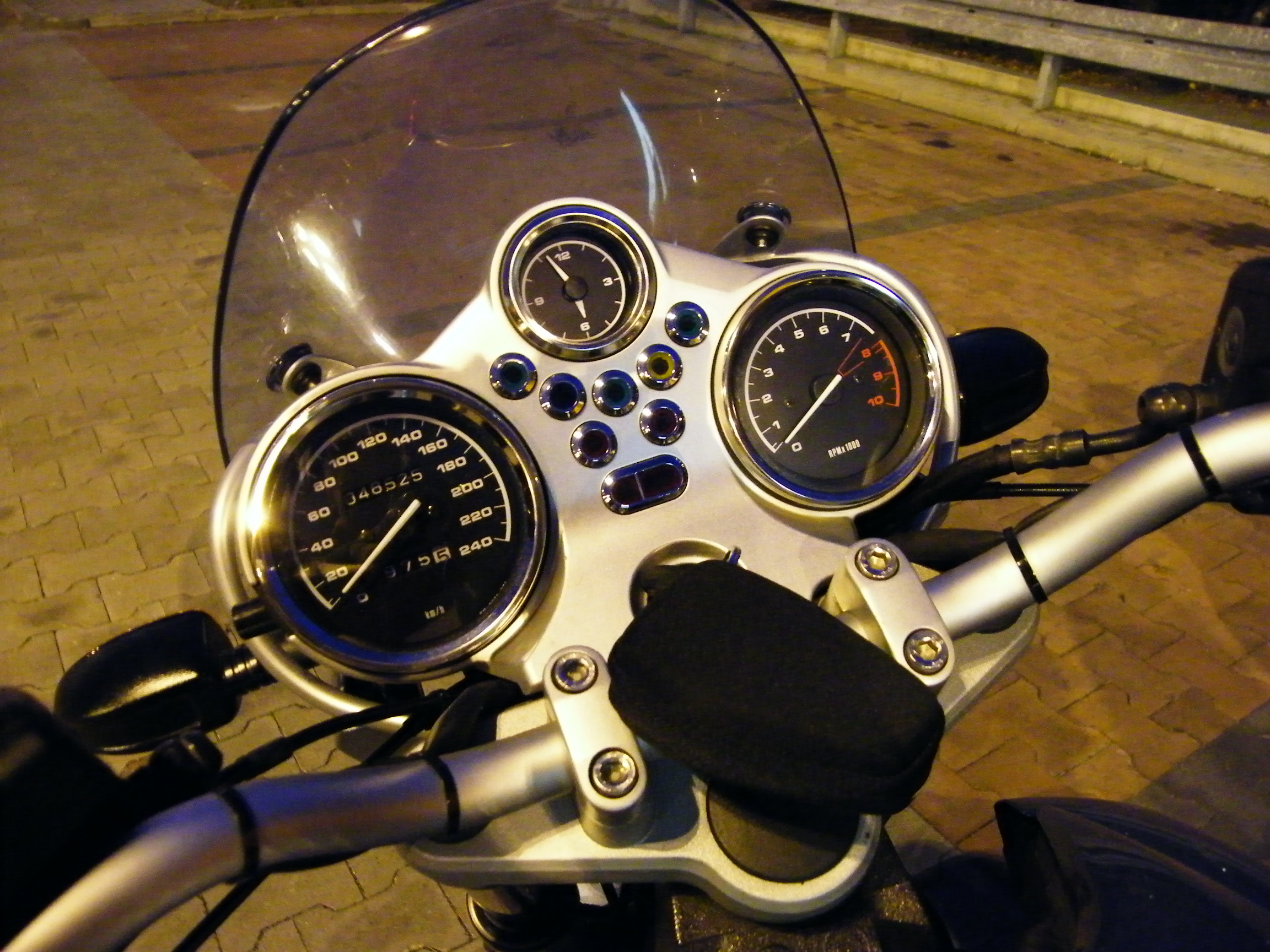
BMW R 1150 R Instrumente

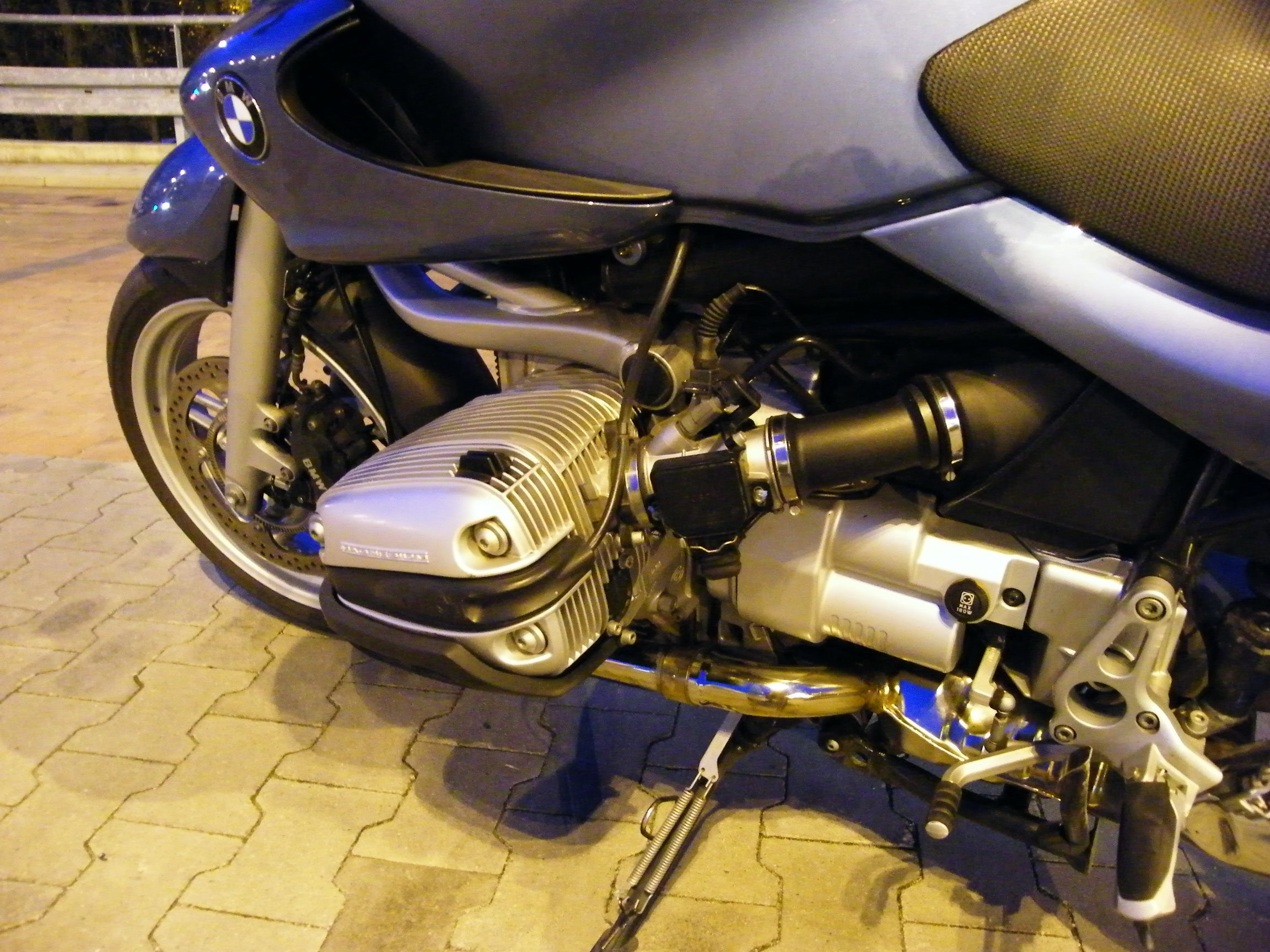
BMW R 1150 R (1. Serie 2001–2002)

## Kritiken
„Niemand spricht dem Boxer-Twin schöne Kraftentfaltung im unteren und gehörige Power im mittleren Drehzahlbereich ab, jenseits von 6000 Umdrehungen geht ihm jedoch spürbar die Puste aus. On Tour machte der Motor sich als anspruchsloser Geselle beliebt, der selbst bei extremer Bummelei nie richtig wenig verbraucht, den aber andererseits weder kernige Landstraßenhatz noch Autobahnetappen zum Saufen verleiten. Mehr als sieben Liter liefen äußerst selten durch, begünstigt sicher dadurch, dass diese R einen von vielen geschätzten Overdrive besaß und dass auf einem Naked Bike niemand lange im Bereich der Höchstgeschwindigkeit herumfährt. Immerhin lassen sich dank der kleinen BMW-Scheibe und geschützt durch einen großen Tankrucksack locker Tempi zwischen 160 und 180 km/h durchhalten.“